# Nouvion-et-Catillon
Nouvion-et-Catillon – miejscowość i gmina we Francji, w regionie Hauts-de-France, w departamencie Aisne.
Według danych na styczeń 2014 roku gminę zamieszkiwało 538 osób, a gęstość zaludnienia wynosiła 32,4 osób/km².